# Wereldbrein
Het wereldbrein is een speculatief concept in onder andere transhumanistische kringen, filosofie en sciencefiction, vergelijkbaar met (dan wel verwant aan) het concept van de noösfeer van respectievelijk Vladimir Vernadsky en Pierre Teilhard de Chardin, de Akashakronieken (waar onder andere Rudolf Steiner en Edgar Cayce te rade beweerden te gaan) en het "Akashic field" van de Hongaarse wetenschapsfilosoof Ervin László. Het begrip als zodanig werd in 1982 voor het eerst gebruikt door Peter Russell in zijn boek The Global Brain: The Awakening Earth for a New Millennium (vertaling Wereldbrein, de aarde ontwaakt!).
Volgens de meeste beoefenaars van deze disciplines is de bewustwording van een wereldbrein het eindpunt van de (menselijke en culturele) evolutie op deze planeet. Dan zal alle kennis en geestelijke activiteit op bewust niveau samengesmolten zijn in een enkel systeem waarvan het internet nu al een rudimentaire afspiegeling vormt.
In bewust geworden staat zal het bestaan uit een wereldomspannend, transpersoonlijk, transcultureel en transreligieus netwerk van mensen, kunstmatige intelligenties en de infrastructuur om dit alles te verbinden. Net als bij een menselijk brein zouden in dit netwerk allerlei ideeën, gedachten, meningen en discussies plaatsvinden en ontstaan. Tevens zou dit wereldbrein in de vorm van databanken alle verzamelde kennis van de mensheid bevatten.
Waarschijnlijk zal dit geheel op den duur zo nauw met elkaar verweven worden dat er geen afzonderlijk individueel bewustzijn meer is, maar een allesomvattend bewustzijn van eenheid in verscheidenheid dat vrijelijk 'gedragen' wordt door het netwerk met zijn digitale en biologische 'componenten' (want als door een zeer innige mens-computer-interface alle mensen verbonden zijn, dan kan men niet meer spreken over gedachten, meningen of geheugenbeelden van afzonderlijke individuen). Sommigen beweren zelfs dat dit geheel een soort van zelfbewustzijn zal krijgen dat ver uitstijgt boven wat de modale mens aan zelfbewustzijn ervaart.
Raakvlakken hiermee hebben de Gaia-hypothese van James Lovelock en de these van het Omegapunt van Pierre Teilhard de Chardin.
Andere denkers die een wereldbrein voorzagen waren H.G. Wells en Paul Otlet, die het het Universal Repository noemde.